# Майкл, Алан
Алан Эдуард Майкл (валл. Alun Edward Michael, англ. Alun Edward Michael; род. 22 августа 1943 года, Бригуран, Англси, Уэльс) — валлийский политик, лейборист, бывший государственный секретарь по делам Уэльса (1998—1999) и первый министр Уэльса (1999—2000), бывший член Национальной ассамблеи Уэльса от округа Средний и Западный Уэльс (1999—2000), член парламента Великобритании от округа Южный Кардифф и Пенарт.

## Краткая биография
Алан Эдуард Майкл родился 22 августа 1943 года в деревне Брингиран, на острове Англси в Уэльсе, в семье Лесли и Бетти Майклов. Начальное и среднее образование получил в гимназии в Колвин Бэй. Затем с 1962 по 1964 год обучался в Кильском университете, где защитил степень бакалавра философии и английского языка.
Работал репортером в вечерней газете Кардиффа "The South Wales Echo". В 1971 году оставил журналистику и до 1987 года, когда был избран в парламент Великобритании, был известен как молодёжный и общественный деятель. В 1972 году он был назначен мировым судьей, председателем Кардиффского суда над несовершеннолетними. С 1973 по 1989 год также являлся советником в мэрии Кардиффа.
В 1966 году женился на Мэри Софии Кроули, от которой имеет пятерых детей: трёх дочерей и двух сыновей. Также является дедушкой десяти внуков.

## Политическая деятельность
В 1987 году на всеобщих выборах в парламент Великобритании Алан Майкл был избран депутатом от лейбористов, заняв место однопартийца, бывшего премьер-министра Джеймса Каллахана. Впоследствии он переизбирался депутатом в 1992, 1999,  2001, 2005 и 2010 годах, хотя, начиная с 1992 года, терял по несколько процентов голосов на каждых последующих выборах. В 2010 году во время главной избирательной кампании Алан Майкл сказал на митинге в своем избирательном округе, что считает себя не профессиональным политиком, но профессиональным работником с молодежью, использующим свой опыт работы с молодежью для позитивных изменений в обществе в течение последних двадцати трёх лет. Он также утверждал, что быть депутатом для него не просто работа, но призвание.
Служил младшим министром в Министерстве внутренних дел в период между 1997 и 1998 годами. 27 октября 1998 года Тони Блэр назначил Алана Майкла государственным секретарём по делам Уэльса.
После первых выборов в Национальную ассамблею Уэльса, 12 мая 1999 года, став лидером Валлийской лейбористской партии, Алан Майкл был избран первым секретарем Уэльса.
В июле 1999 года подал в отставку с должности государственного секретаря по делам Уэльса. 9 февраля 2000 года, после вотума недоверия, подал в отставку c должности первого секретаря Уэльса. 
С 2001 по 2005 год занимал должность государственного секретаря (по вопросам сельского хозяйства) в Департаменте окружающей среды, продовольствия и сельского хозяйства. С 2005 по 2006 год был министром промышленности и регионов в Департаменте торговли и промышленности. Ушел в отставку с поста министра в мае 2006 года.